# Bystřice (Mladé Buky)
Bystřice (německy Klinge) je zaniklá osada, nyní místní část městyse Mladé Buky v okrese Trutnov. Nachází se asi 2 km na sever od Mladých Buků.

## Historie
Osada vznikla koncem 17. století v souvislosti s těžbou zlata. Po druhé světové válce byla spolu se sousedními Sklenářovicemi vysídlena a většina budov srovnána se zemí. Český název pochází až z roku 1946; odpovídá německému Klinge = horský potok. V současnosti se zde nacházejí 4 domy.

## Pamětihodnosti
Mezi pamětihodnosti patří kaple Navštívení Panny Marie z roku 1829, jež byla v roce 2015 zrekonstruována. Kaple i pozemek jsou ve správě Krkonošského národního parku; v roce 2007 byl připraven projekt její opravy. Ta byla dokončena v roce 2015. 
V blízkém okolí (Bartův les) se nacházejí pozůstatky těžby zlata, např. kamenný most přes Zlatý potok, který Bystřicí protéká.